# Wapen van Baarle-Nassau

Wapen van Baarle-Nassau

Het wapen van Baarle-Nassau is op 16 juli 1817 bij Koninklijk Besluit aan de gemeente Baarle-Nassau toegekend. Het is een zgn. sprekend wapen: de strobalen heten in het plaatselijke dialect "boale", wat ongeveer klinkt als de naam van het Nederlands/Belgische dorp Baarle. Het wapen is gelijk aan dat van de heerlijkheid, die Baarle-Nassau samen met Alphen en Chaam vormde. De balen werden in 1744 nog beschreven als "van zilver (wit), op een veld van keel (rood)". Men heeft echter verzuimd bij de aanvraag van het wapen de kleuren te specificeren, waardoor het werd toegekend in de rijkskleuren: gouden stukken op een blauwe achtergrond.

## Blazoen
De beschrijving van het wapen luidt: 
In blauw 3 balen van goud.
N.B.:
- De heraldische kleuren zijn goud (geel) en lazuur (blauw).